# David Fleurival
David Fleurival (Vitry-sur-Seine, 19 de Fevereiro de 1984) é um futebolista francês, que joga habitualmente a médio.
No início da época 2008/2009 mudou-se do Boavista Futebol Clube para o RAEC Mons, do Campeonato Belga de Futebol, com um contrato com duração prevista de 2 temporadas.